# Вышковская поселковая община
Вышковская поселковая общи́на (укр. Вишківська селищна громада) — территориальная община в Хустском районе Закарпатской области Украины.
Административный центр — посёлок Вышково.
Население составляет 16 164 человека. Площадь — 181,1 км².

## Населённые пункты
В состав общины входит 1 посёлок (Вышково) и 5 сёл:
- Модёрош
- Ракош
- Шаян
- Яблоновка
- Велятино